# قرار الجمعية العامة للأمم المتحدة 3236
اعتمدت الأمم المتحدة قرار يحمل الرقم 3236 في 22 نوفمبر 1974 بموافقة 89 صوتاً مقابل رفض 8 وامتناع 37، ويحمل هذا القرار عنوان «حقوق الشعب الفلسطيني» وفيه يؤكد الحقوق الثابتة لشعب فلسطين.
1. تؤكد من جديد حقوق الشعب الفلسطيني في فلسطين، غير القابلة للتصرف، وخصوصاً:
الحق في تقرير مصيره دون تدخل خارجي.
الحق في الاستقلال والسيادة الوطنيين.
2. وتؤكد من جديد أيضاً حق الفلسطينيين، غير القابل للتصرف، في العودة إلى ديارهم وممتلكاتهم التي شردوا منها واقتلعوا منها، وتطالب بإعادتهم.
3. وتشدد على أن الاحترام الكلي لحقوق الشعب الفلسطيني هذه، غير القابلة للتصرف، واحقاق هذه الحقوق، أمران لا غنى عنهما لحل قضية فلسطين.
4. وتعترف بأن الشعب الفلسطيني طرف رئيسي في إقامة سلم عادل ودائم في الشرق الأوسط،
5. وتعترف كذلك بحق الشعب الفلسطيني في استعادة حقوقه بكل الوسائل وفقاً لمقاصد ميثاق الأمم المتحدة ومبادئه.
6. وتناشد جميع الدول والمنظمات الدولية أن تمد بدعمها الشعب الفلسطيني في كفاحه لاسترداد حقوقه، وفقاً للميثاق.
7. وتطلب إلى الأمين العام أن يقيم اتصالات مع منظمة التحرير الفلسطينية في كل الشؤون المتعلقة بقضية فلسطين.
8. وتطلب إلى الأمين العام أن يقدم إلى الجمعية العامة، في دورتها الثلاثين، تقريراً عن تنفيذ هذا القرار.
9. وتقرر أن يدرج البند المعنون «قضية فلسطين» في جدول الأعمال المؤقت لدورتها الثلاثين.
تبنت الجمعية العامة هذا القرار، في جلستها العامة رقم 2296.

## نتائج التصويت
كانت نتيجة التصويت ما يلي:
موافقة:
 الصومال،  إسبانيا،  سريلانكا،  السودان،  سوريا،  تايلاند،  توغو،  ترينيداد و توباغو،  تونس،  تركيا،  أوغندا،  جمهورية أوكرانيا الاشتراكية السوفيتية،  الاتحاد السوفيتي،  الإمارات العربية المتحدة،  الكاميرون،  تانزانيا،  فولتا العليا،  اليمن الشمالي،  يوغوسلافيا،  زائير،  زامبيا،  أفغانستان،  ألبانيا،  الجزائر،  الأرجنتين،  البحرين،  بنغلادش،  بوتان،  بوتسوانا،  بلغاريا،  بورما،  بوروندي،  جمهورية بيلاروسيا الاشتراكية السوفيتية،  جمهورية أفريقيا الوسطى،  تشاد،  الصين،  الكونغو،  كوبا،  قبرص،  تشيكوسلوفاكيا،  داهومي،  اليمن الجنوبي،  مصر،  غينيا الاستوائية،  إثيوبيا،  الغابون،  غامبيا،  ألمانيا الشرقية،  غانا،  غينيا،  غينيا بيساو،  غيانا،  المجر،  الهند،  إندونيسيا،  إيران،  العراق،  ساحل العاج،  جامايكا،  الأردن،  كينيا،  جمهورية الخمير،  الكويت،  لبنان،  ليسوتو،  ليبيريا،  ليبيا،  مدغشقر،  ماليزيا،  مالي،  مالطا،  موريتانيا،  موريشيوس،  منغوليا،  المغرب،  النيجر،  نيجيريا،  عمان،  باكستان،  بيرو،  الفلبين،  بولندا،  البرتغال،  قطر،  رومانيا،  رواندا،  السعودية،  السنغال،  سيراليون
رفض:
 الولايات المتحدة،  بوليفيا،  تشيلي،  كوستاريكا،  أيسلندا،  إسرائيل،  نيكاراغوا،  النرويج
امتناع:
 سوازيلاند،  السويد،  المملكة المتحدة،  أوروغواي،  فنزويلا،  أستراليا،  النمسا،  الباهاما،  باربادوس،  بلجيكا،  كندا،  كولومبيا،  الدنمارك،  الإكوادور،  إلسالفادور،  فيجي،  فنلندا،  فرنسا،  ألمانيا الغربية،  اليونان،  غرينادا،  غواتيمالا،  هايتي،  هندوراس،  جمهورية أيرلندا،  إيطاليا،  اليابان،  لاوس،  لوكسمبورغ،  مالاوي،  المكسيك،  نيبال،  هولندا،  نيوزيلندا،  بنما،  باراغواي،  سنغافورة